# Irländska köket

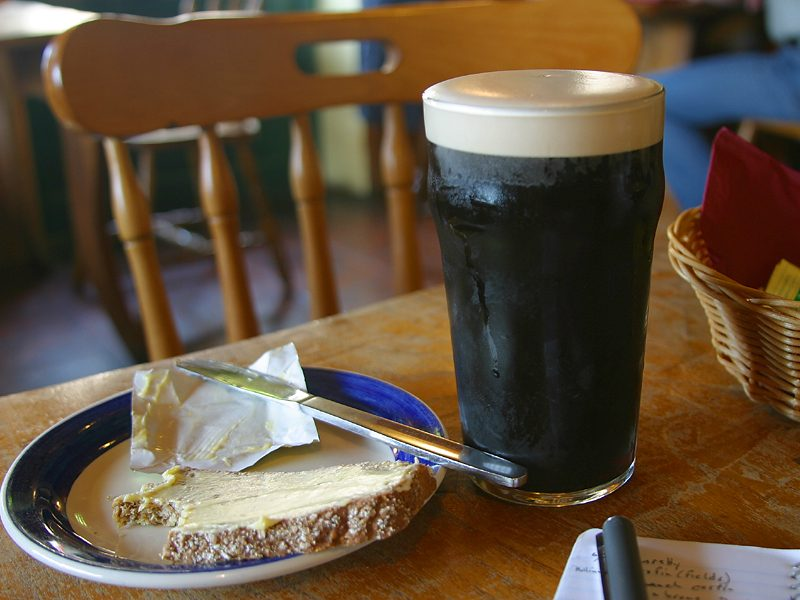
Ett glas stout och bröd.

Irländska köket är de matvanor som utvecklats av irländare eller som kommer från Irland. Matvanorna har utvecklats från århundraden av social och politisk förändring. Köket är influerat från de odlade grödor och djur som använts som boskap i dess tempererade klimat. Irländskt nötkött exporteras över hela världen och är berömt för sin höga kvalitet. Nämnvärda irländska rätter är irish stew, bacon and cabbage, boxty, coddle, och colcannon.
Införandet av potatis under 1500-talets andra hälft påverkade köket mycket. Potatisen ersatte till stora delar mejeriprodukternas dominans i det irländska köket.